# Thomas Glen-Coats
Sir Thomas Glen-Coats, 2. Baronet (* 5. Mai 1878 in Paisley; † 7. März 1954 in Glasgow) war ein britischer Segler und Geschäftsmann aus Schottland.

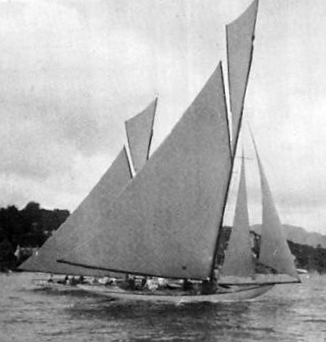
Hera und Mouchette während der olympischen Regatta 1908

## Erfolge
Thomas Glen-Coats, der im Royal Clyde Yacht Club segelte, wurde 1908 in London bei den Olympischen Spielen in der 12-Meter-Klasse Olympiasieger. Bei der auf dem Firth of Clyde in Schottland ausgetragenen Regatta traten lediglich die beiden britischen Boote Hera und Mouchette in zwei Wettfahrten gegeneinander an. Die Hera, die Thomas Glen-Coats als Skipper und Eigner führte, gewann beide Wettfahrten, sodass jedes Mitglied der rein schottischen Crew, zu denen John Mackenzie, John Aspin, James Bunten, David Dunlop, die Brüder Arthur Downes und John Downes sowie John Buchanan, Albert Martin und Gerald Tait gehörten, die Goldmedaille erhielt. Alle Segler der Hera waren Mitglieder im Royal Clyde Yacht Club. 
Thomas Glen-Coats war der älteste Sohn von Sir Thomas Glen-Coats. Er erbte den Titel von seinem Vater nach dessen Tod im Jahr 1922. Erzogen und ausgebildet am Eton College und Merton College in Oxford, genoss er das Leben in der Freizeit und spielte keine große Rolle in dem äußerst wohlhabenden Familienunternehmen J&P Coats, Ltd., dem weltweit größten Hersteller von Näh- und Handarbeitsgarnen.
Im Jahr 1935, im Alter von 57 Jahren, verheiratete sich Glen-Coats mit Louise Hugon (früher: Mrs. J.C. Newman) aus Paris und da es keine Nachkommen gab, erlosch der Titel Baronet mit dem Tode von Glen-Coats im Jahr 1954.